# Sint Antoniessluishoogwaterkering
De Sint Antoniessluishoogwaterkering, voorheen Sint Antoniesluis, Sint Anthoniesluis, Sint Anthonieschutsluis en in de volksmond ook wel Sint Teunissluis, is een sluis (sluis 211) in Amsterdam-Centrum. Langs de kolk ligt de straat Sint Antoniesluis en over de zuidelijke sluisdeuren ligt de brug Sint Anthoniesluis.

## Ligging
De sluis verbindt de Zwanenburgwal met de Oudeschans. De sluis zorgt voor verversing van het water in de Amsterdamse grachten. De sluisdrempels worden wekelijks gebaggerd zodat de sluis goed blijft functioneren.
Het gehele complex ligt in het hart van Amsterdam. Door afbraak is echter veel van de oorspronkelijke bebouwing verdwenen. Karakteristieke bebouwing bestaat uit het Goslerhuisje (rijksmonument) aan de noordoostkant, het Rembrandthuis (eveneens rijksmonument) aan de zuidoostkant en het Pentagon aan de zuidwestkant. Grootste blikvanger van de buurt is echter de Stopera. 

## Geschiedenis
De Sint Antoniessluishoogwaterkering werd aangelegd in 1602 als onderdeel van een stadsuitbreiding waarbij onder meer de Lastage, een buitendijks havengebied, bij de stad werd betrokken. Echter op de kaart van Pieter Bast uit 1599 is de sluis al te zien. Twee nieuwe buitensluizen werden aangelegd om het stadswater van het IJ af te schermen: een nieuwe Haarlemmersluis in het Singel aan westkant en de Sint Antoniessluishoogwaterkering aan oostkant. Die waterkering verbond de Sint Antoniesdijk (waarnaar de sluis vernoemd is) met de Jodenbreestraat en regelde de uitstroom van het rivierwater van de Amstel naar het IJ.

## Afbeeldingen

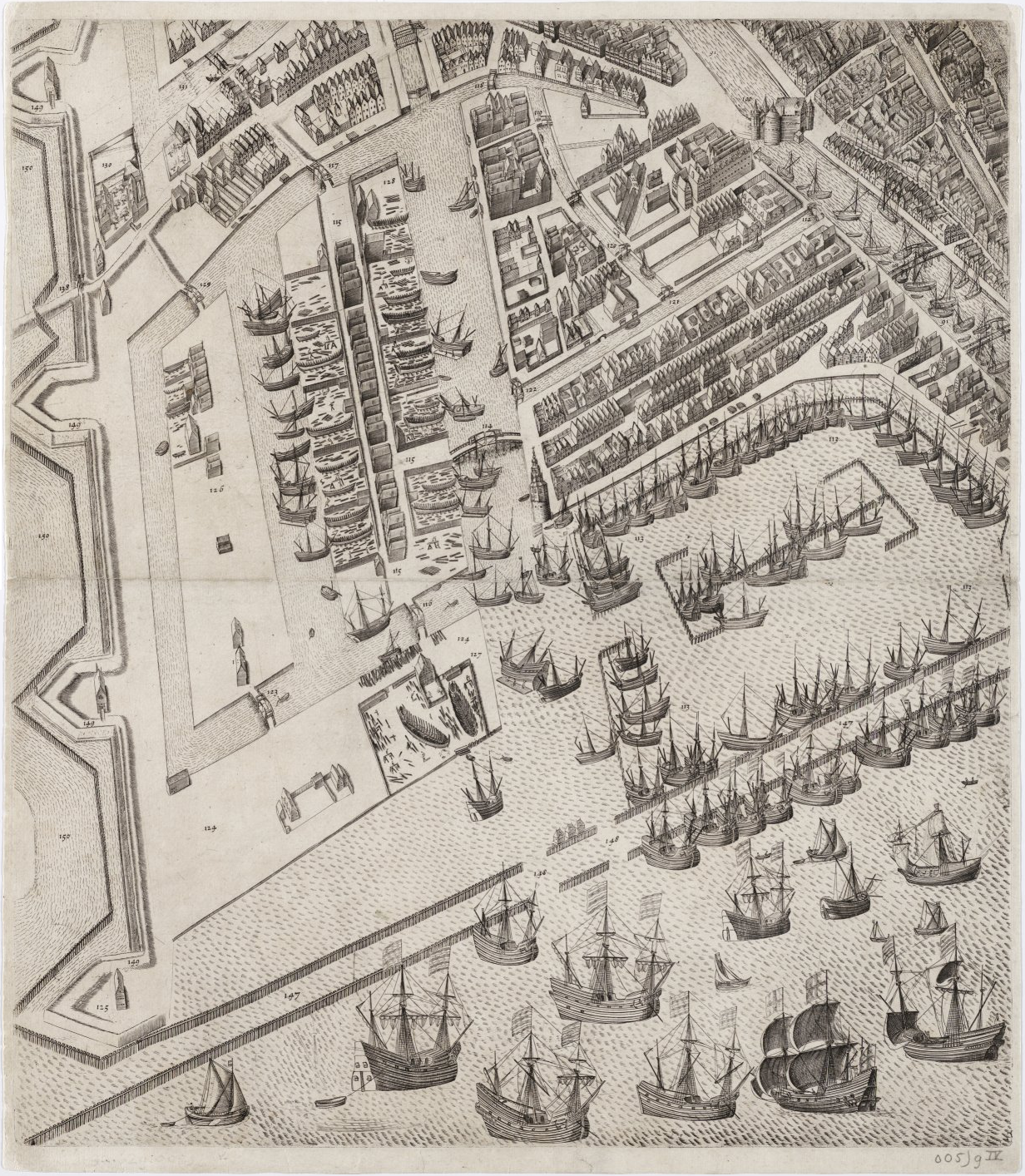
Kaart van Pieter Bast met brug en sluis midden boven tegen de kadrering aan
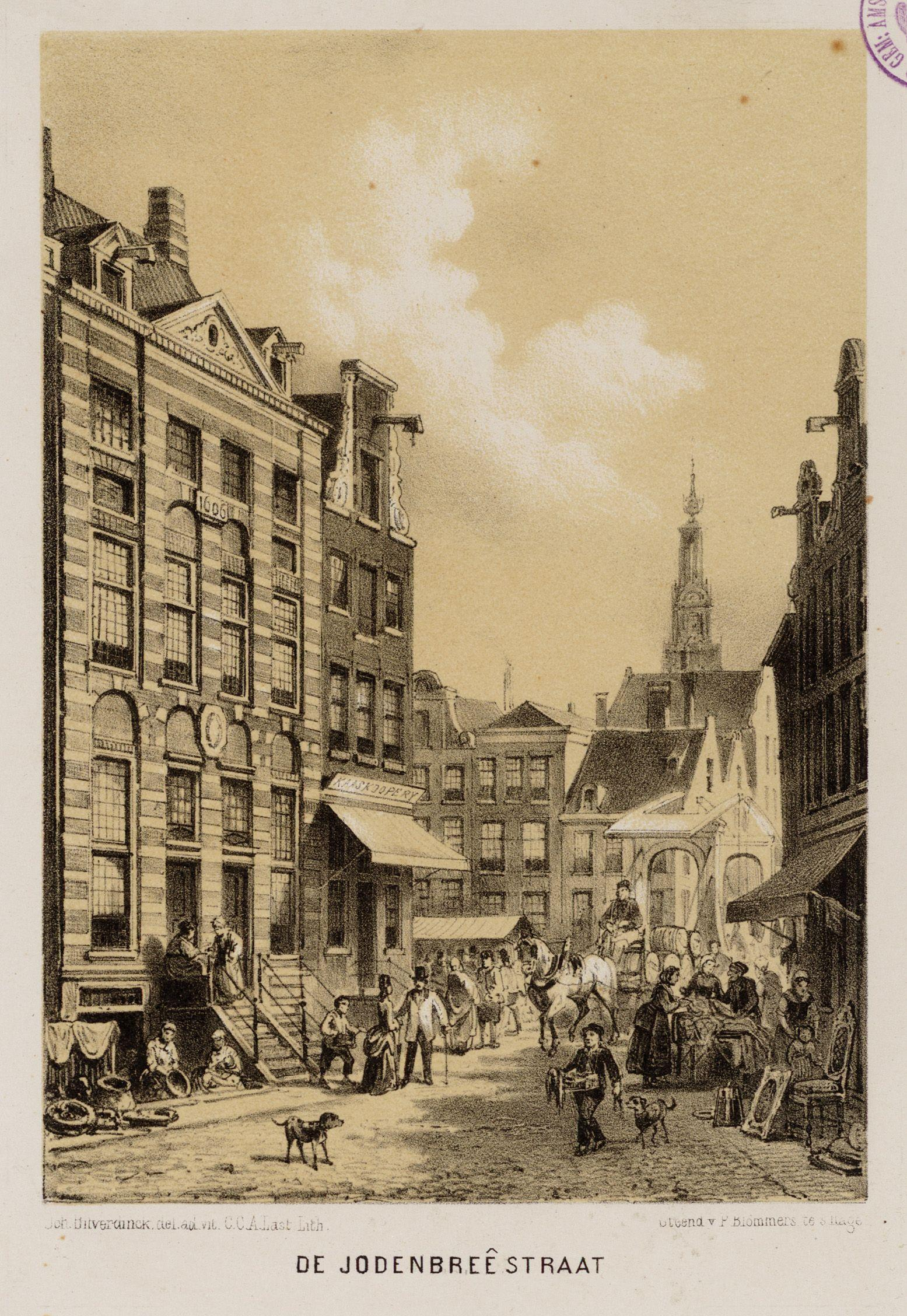
Dubbele ophaalbrug rond 1850
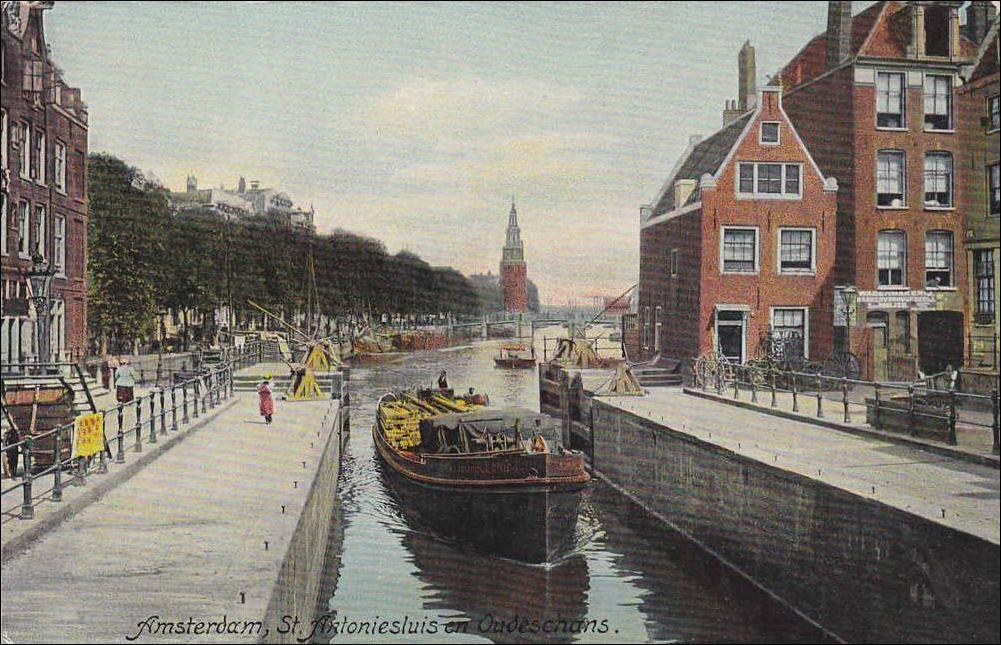
Sint Antoniesluis rond 1910
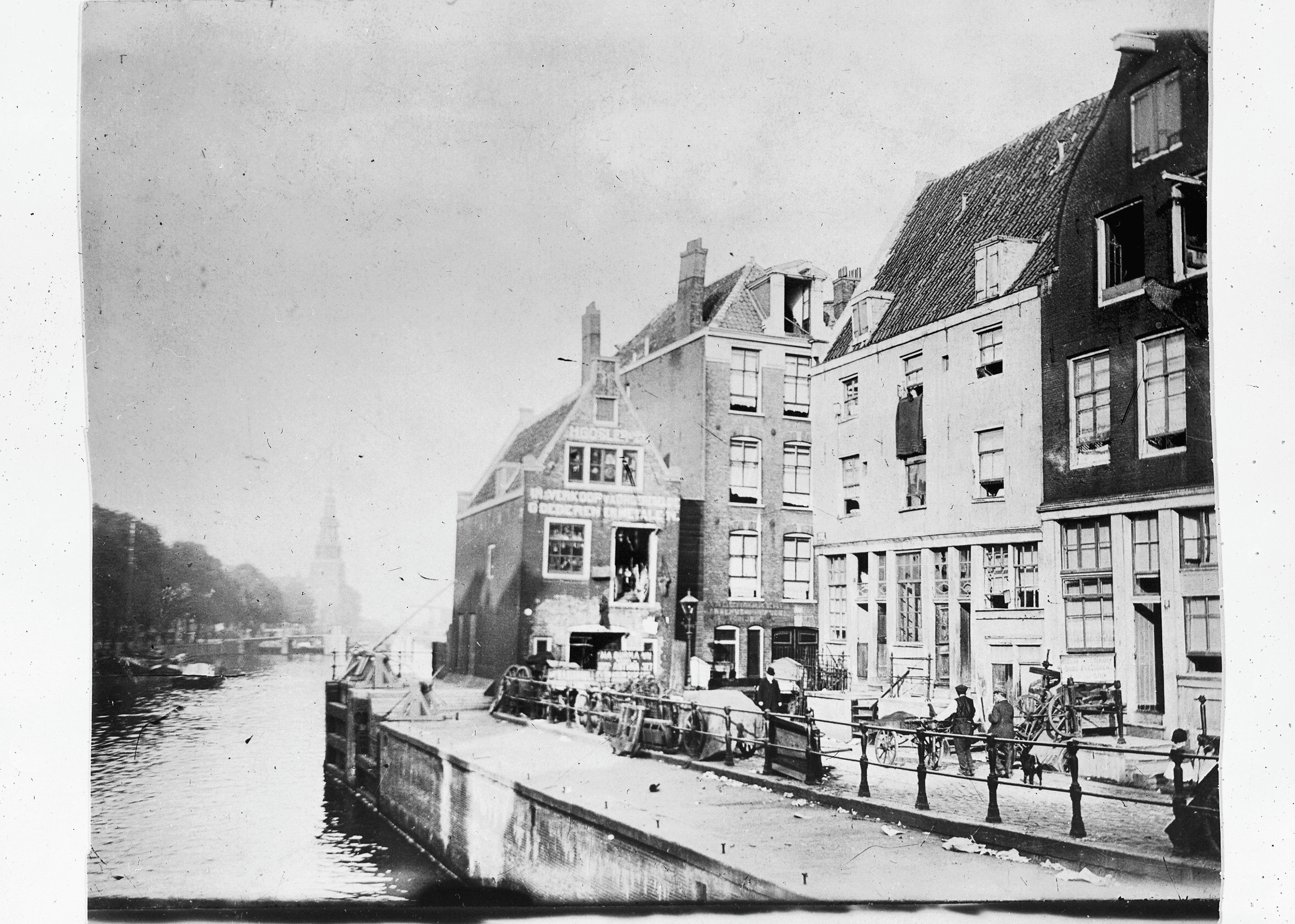
Sluis vanaf de brug, met Goslerhuisje aan de Joden Houttuinen